# Herbie Fully Loaded – Ein toller Käfer startet durch
Herbie Fully Loaded – Ein toller Käfer startet durch ist ein Spielfilm von Angela Robinson aus dem Jahr 2005. Bei der Disney-Produktion handelt es sich um eine Fortsetzung von Ein toller Käfer (The Love Bug) aus dem Jahr 1968 von Robert Stevenson.

## Handlung
Herbie, völlig heruntergekommen und verdreckt, wird auf einem Schrottplatz abgeliefert. Der Besitzer des Platzes macht sich über ihn lustig, als der LKW-Fahrer meint, Herbie könnte einmal ein Rennauto gewesen sein. Daraufhin weigert sich der Käfer, den LKW zu verlassen und erst, als er den Ausgang entdeckt, fährt er los. Er kommt allerdings nicht weit, weil seine Reifen von herumliegendem Schrott aufgeschlitzt werden.
Maggie Peyton hat ihren Collegeabschluss geschafft und ist überglücklich. Ihr Vater Ray will ihr ein Geschenk kaufen und fährt mit ihr am nächsten Tag auf den Schrottplatz, wo sie sich ein gebrauchtes Auto aussuchen darf. Ihre Wahl fällt auf einen Nissan, der allerdings von dem Käfer Herbie, der – obwohl ein Auto – mit seiner Umwelt interagiert und seinen eigenen Kopf besitzt, außer Gefecht gesetzt wird. So entscheidet sie sich eher unfreiwillig für Herbie. Bereits auf der Fahrt nach Hause übernimmt Herbie das Fahren und führt Maggie in eine abgelegene Werkstatt. Dort arbeitet ihr alter Schulfreund Kevin, der ihr anbietet, den Wagen zu überholen.
Als Herbie vor der Reparatur eine Testfahrt zu einem nahegelegenen Tuning-Treffen macht, ist dieser dort dem Spott von Maggies ehemaligen Schulfreunden und des Starrennfahrers Trip Murphy ausgeliefert. Er zerkratzt Murphys Sportwagen, woraufhin ihre Freunde beide zu einem spontanen Rennen auffordern. Trip geht darauf ein, weil er sich dem Käfer überlegen wähnt. Maggie kann sich gegen Herbie nicht durchsetzen, der das Rennen unbedingt machen will. Zur Überraschung aller gewinnt der Oldtimer. Während Maggie mit sich ringt, nach New York zu gehen und einen lukrativen Beruf anzufangen oder gegen den Willen ihres Vaters ihre alte Renn-Leidenschaft wieder aufzunehmen, schreibt Trip ein weiteres Rennen aus. Darin sollen 200 Rennfahrer ihren Besten küren, der dann gegen Trip um 10.000 US-Dollar fahren darf.
Herbie gewinnt den Vorausscheid. Am Vorabend des finalen Rennens lässt Trip Maggie mit seinem Superrennwagen fahren. Herbie beobachtet die Szene eifersüchtig. Maggie lässt sich von Murphy überreden, dass der Verlierer dem Gewinner sein Auto überlässt. Am nächsten Tag beginnt das Rennen. Herbie ist gut in Form, doch die Eifersucht vom Vorabend lässt ihn kurz vor dem Ziel stehenbleiben. Als Kevin sieht, dass Trip Herbie beschlagnahmt, ist er erschüttert. Und als Maggie ihren Helm abnimmt, erkennt sie ihr Vater, der ihr das Rennfahren wegen eines früheren Unfalls streng verboten hatte.
Maggies Vater hat jedoch auch Sorgen mit seinem NASCAR-Rennstall Peyton. Sein Sohn und Fahrer Ray Jr. kriselt, sodass immer mehr Sponsoren abspringen. Ray Sr. kann seine Hauptsponsorin noch bis zum nächsten Rennen halten, doch da verletzt sich Ray Jr. in der Qualifikation, die jedoch weiterhin gilt. Nun soll Maggie als Fahrerin einspringen, doch ihr Vater ist strikt dagegen. Trip hat inzwischen eine Zerstörungsorgie für Herbie organisiert, aus der sie ihn rettet.  Nach Drängen ihrer Freundin will Maggie dennoch starten, jedoch nur mit Herbie. Als sie mit dem schrottreifen Herbie in Kevins Werkstatt ankommt, bekommt der wegen Zahlungsverzug keine Ersatzteile mehr. Nur mit Unterstützung des Team Peyton können sie Herbie wiederbeleben.
Am Tag des Rennens startet Herbie vom letzten Platz und startet eine beispiellose Aufholjagd. Maggies Vater ist nun, da er Maggie im Fernsehen sieht, voller Stolz für seine Tochter und eilt an die Rennstrecke. Mit seinen aufmunternden Worten kommt gegen Ende des Rennens sogar Trip als Führender in greifbare Nähe. Herbie gewinnt schließlich.

## Hintergrund
Der Film wurde an verschiedenen Drehorten in Kalifornien und in Vancouver gedreht. Seine Produktion kostete etwa 50 Millionen Dollar. Er spielte allein in den US-Kinos 66 Millionen Dollar ein. 
Die Szenen beim finalen Rennen wurden im Vorfeld eines echten NASCAR-Rennens aufgenommen. Einige bekannte Rennfahrer haben daher hier einen Gastauftritt.
Lindsay Lohan wurde für den Film durch Tricktechnik nachträglich die Oberweite verkleinert, da die Größe unpassend für ihre Rolle schien.

## Soundtrack
Das Soundtrack-Album wurde am 21. Juni 2005 veröffentlicht. Es enthält den Song First von Lindsay Lohan aus dem Jahr 2004 und Cover-Versionen klassischer Songs von Künstlern von Walt Disney Records, darunter Aly & A.J., Caleigh Peters, Ingram Hill und Josh Kelley sowie bekannte Künstler wie Lionel Richie und Mark McGrath. Das Album enthält jedoch keine der Originalmusik von Mark Mothersbaugh, die im Film eingesetzt wird. Obwohl die meisten der Originalaufnahmen der Lieder im Film selbst erscheinen, enthält der Soundtrack einige exklusive Neuaufnahmen für das Album. Zum Beispiel wird die Originalaufnahme von Getcha Back von The Beach Boys für den Vorspann des Films verwendet, auf dem Soundtrack-Album befindet sich jedoch ein Cover von Mark McGrath. Die Single Long Hot Summer von Girls-Aloud war für die Aufnahme geplant, wurde aber aus dem finalen Film herausgeschnitten.
Das Soundtrack-Album enthält 15 Titel:
1. Lindsay Lohan – First
2. Mark McGrath – Getcha Back – Coverversion von The Beach Boys (1985)
3. Aly & AJ – Walking on Sunshine – Coverversion von  Katrina and the Waves (1985)
4. Caleigh Peters – Fun, Fun, Fun – Coverversion von The Beach Boys (1964)
5. Pilot – Magic
6. Josh Gracin – Working for the Weekend – Coverversion von Loverboy (1981)
7. The Donnas – Roll On Down the Highway – Coverversion von Bachman Turner Overdrive (1974)
8. The Mooney Suzuki – Born to Be Wild – Coverversion von Steppenwolf (1968)
9. Ingram Hill – More Than a Feeling – Coverversion von Boston (1976)
10. Rooney – Metal Guru – Coverversion von T. Rex (1972)
11. Josh Kelley – You Are the Woman – Coverversion von Firefall (1976)
12. Lionel Richie – Hello
13. Mavin – Welcome to My World
14. Black Smoke Organization – Herbie: Fully Loaded Remix
15. Black Smoke Organization – Herbie vs. NASCAR

## Deutsche Fassung
Die deutsche Synchronbearbeitung fertigte die FFS Film- & Fernseh-Synchron, München und Berlin, an. Das Dialogbuch verfasste Cornelius Frommann, Synchronregie führte Benedikt Rabanus. Zu den Beteiligten gehörten Anke Kortemeier als Maggie Peyton, Joachim Tennstedt, Christian Tramitz, Maren Rainer, Marcel Collé, Hubertus von Lerchenfeld, Benedikt Weber und Claudia Lössl.

## Kritik
Stephen Holden bemerkte in der New York Times, der Film „vermenge geschickt den netten Manierismus und die Familientauglichkeit des 1960er Disney-Originals mit heutigem ‚Röhren‘“. Allerdings versuche der Film nicht einmal in den Rennszenen, realistisch zu sein.

„Remake des Erfolgsfilms "Ein toller Käfer" aus dem Jahr 1968, das mit einer soliden Besetzung und einigen hübschen Effekten anspruchslos unterhält, aber vor allem durch das biedere Drehbuch seltsam seelenlos bleibt.“

## Auszeichnungen
Lindsay Lohan wurde 2005 für den Teen Choice Award nominiert. Im Jahr 2006 gewann Lohan in der Kategorie Beste Schauspielerin den Kids Choice Award.